# 스무트-홀리 관세법
1930년 관세법(Tariff Act of 1930) 또는 스무트-홀리 관세법(Smoot–Hawley Tariff Act)은 보호무역 무역 조치로서, 미국에서 허버트 후버 대통령이 1930년 6월 17일에 제정한 법률이다. 법안의 의회 주요 지지자인 리드 스무트 상원의원과 윌리스 C. 홀리 하원의원의 이름을 따서 명명되었으며, 1929년 10월에 시작된 대공황의 초기 미국 산업을 외국 경쟁으로부터 보호하기 위해 20,000개 이상의 수입품에 대한 관세를 인상하는 내용을 담았다.
후버는 많은 고위 경제학자들의 반대 조언이 있었음에도 자당과 재계 지도자의 압력에 굴복해 법안에 서명했다. 이 법은 미국 국내 고용과 제조업을 강화하기 위한 의도였지만, 관세는 오히려 대공황을 심화시켰다. 미국의 교역 상대국들이 자체적으로 보복 관세를 부과하여 미국의 수출과 세계 무역량이 급락했기 때문이다. 경제학자와 역사가는 이 법을 정책적 실수로 널리 받아들이고 있으며 현대 경제 논쟁에서 보호무역 정책의 경고적인 사례로 남아 있다. 이 법 이후에는 1934년의 상호 관세법과 같은 더 자유로운 무역 협정이 뒤따랐다.

## 후원자 및 입법 과정

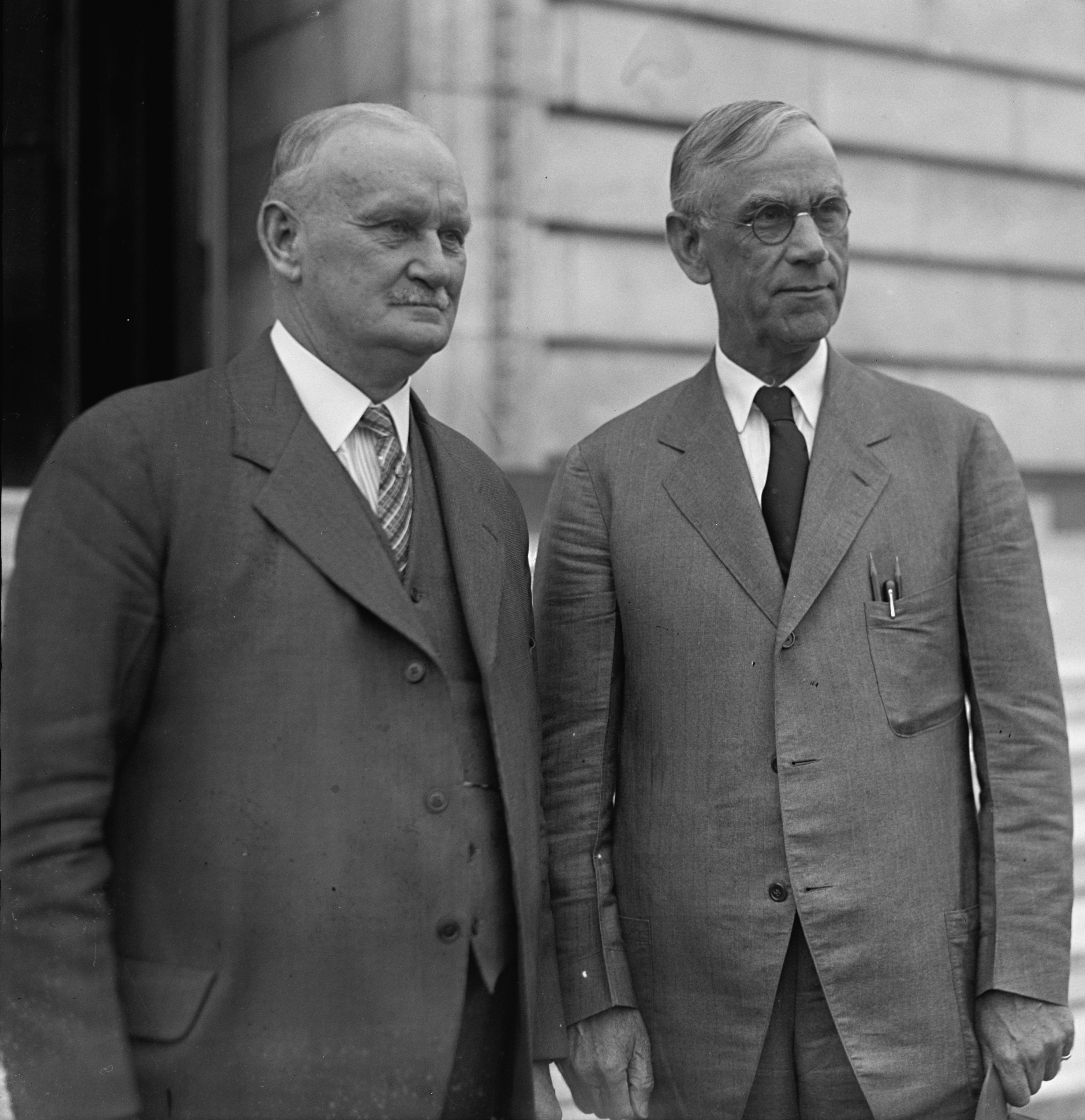
1929년 4월 윌리스 C. 홀리(왼쪽)와 리드 스무트. 스무트-홀리 관세법이 하원을 통과하기 직전에 촬영했다.

1927년, 국제연맹은 제네바에서 세계경제회의를 개최했다. 최종 보고서는 "관세를 폐지하고 그 반대 방향으로 나아갈 때가 되었다"고 결론 내렸다. 제1차 세계 대전으로 인한 막대한 부채와 배상금은 금, 서비스 또는 상품을 통해서만 상환할 수 있었지만 그 규모로 이용 가능한 항목은 상품뿐이었다. 회의에 대표로 참석한 많은 정부가 그 반대되는 행동을 취했다. 1928년에 프랑스가 가장 먼저 새로운 관세법과 쿼터제를 통과시켰다.
1920년대 후반까지 미국 경제는 대량생산에 결정적인 요인인 전기화로 생산성 면에서 비약적인 성장을 이뤘다. 그 외에 미국 정유 공장이 있었고, 말과 노새를 자동차로 대체하는 등 여러 성장요인을 갖췄다. 말과 노새에게 사료를 먹이기 위해 사용되었던 농지의 6분의 1에서 4분의 1이 해방되어 농산물이 추가로 남기 시작했다. 명목 임금과 실질 임금은 증가했지만, 생산성 증가 속도를 따라가지 못했다.
스무트 상원의원은 수입품에 대한 관세를 인상하면 과잉 생산 문제가 완화될 것이라고 주장했지만, 시장의 현실은 미국이 무역 수지 흑자를 기록하고 있었다는 것이다. 공산품 수입이 증가하고 있었지만 공산품 수출은 훨씬 더 빠르게 증가하고 있었다. 식료품 수출은 감소하고 있었고 무역 수지가 적자였지만, 식료품 수입의 대략적인 가치는 공산품 수입 가치의 절반에 불과했다.

주별 상원 투표 결과
찬성 2표
반대 2표
찬성 1표, 반대 1표
찬성 1표, 기권 1표
반대 1표, 기권 1표
기권 2표

1929년 후반, 세계 경제가 대공황의 초기에 접어들면서 미국의 주요 목표는 일자리와 농민을 외국 경쟁으로부터 보호하는 것으로 잡았다. 1929년, 스무트는 스무트-홀리 관세법의 기반이 된 또 다른 관세 인상을 주도했다. 회고록에서 스무트는 분명히 밝혔다. "세계는 제1차 세계 대전에서 무자비하게 파괴된 생명과 재산, 그리고 광란의 20년대 이후 산업 혁명 동안 생산 능력에 구매력을 맞추지 못한 대가를 치르고 있다."
스무트는 유타주 출신의 공화당원이자 미국 상원 금융위원회 위원장이었다. 오리건주 출신의 공화당원인 윌리스 C. 홀리는 미국 하원 세입세출위원회 위원장이었다. 1928년 미국 대통령 선거 기간 허버트 후버의 선거 공약 중 하나로 농산물 관세를 인상하여 어려움을 겪는 농민들을 돕겠다고 내세웠다. 후버가 당선되었고 공화당은 1928년 하원과 상원에서 상당한 다수당 지위를 유지했다.
하원은 1929년 5월에 농산물 및 공산품 관세를 인상하는 버전의 법안을 통과시켰다. 하원 법안은 찬성 264 대 반대 147로 통과되었으며, 244명의 공화당원과 20명의 민주당원이 법안에 찬성했다. 상원은 1930년 3월까지 법안을 논의했으며, 많은 의원들이 각 주의 주요 산업에 따라 표를 교환했다. 상원 법안은 찬성 44대 반대 42로 통과되었으며, 39명의 공화당원과 5명의 민주당원이 법안에 찬성했다. 이후 회의위원회는 두 버전을 하나로 통합했는데, 주로 하원에서 통과된 더 높은 수준으로 관세를 인상함으로써 이루어졌다. 하원은 회의위원회 법안을 찬성 222대 반대 153으로 통과시켰으며, 208명의 공화당원과 14명의 민주당원의 지지를 받았다.

## 반대론
1930년 5월, 미국 내 1,028명의 경제학자들이 대통령에게 법안에 거부권을 행사하도록 요청하는 탄원서에 서명했다. 이 탄원서는 폴 더글러스, 어빙 피셔, 제임스 T. F. G. 우드, 프랭크 그레이엄, 어니스트 패터슨, 헨리 시거, 프랭크 토식, 클레어 윌콕스가 조직했다. 자동차 회사 간부인 헨리 포드 또한 백악관에서 저녁 시간을 보내며 후버에게 법안에 거부권을 행사하도록 설득하려 했고, 이를 "경제적인 어리석음"이라고 불렀다. J. P. 모건의 최고 경영자 토머스 W. 라몬트는 "멍청한 홀리-스무트 관세에 대해 허버트 후버에게 거부권을 행사해달라고 거의 무릎을 꿇고 빌었다"고 말했다.
후버는 경제학자와 함께 이 법안에 반대하면서, 국제 협력에 대한 자신의 약속을 훼손할 것이라고 느껴 "악랄하고, 터무니없으며, 불쾌하다"고 불렀지만, 결국 자신의 정당(공화당), 내각(사임하겠다고 위협했던), 그리고 다른 재계 지도자들의 영향에 굴복하여 법안에 서명했다. 법안이 제정된 후, 보복으로 캐나다와 다른 국가들이 미국 상품에 대한 자체 관세를 인상했다. 프랭클린 D. 루스벨트는 1932년 대통령 선거 성공 캠페인에서 이 법에 반대했다.

## 보복
무역 감소의 대부분은 미국과 전 세계 GDP의 급락 때문이었다. 그 외에도 추가적인 감소가 있었다. 일부 국가는 항의했고 다른 국가는 무역 제한과 관세로 보복했다. 항의한 국가에 대한 미국 수출은 18% 감소했고, 보복한 국가에 대한 수출은 31% 감소했다. 다른 국가의 보복 위협은 1930년 6월 법안이 제정되기 훨씬 전부터 시작되었다. 하원이 1929년 5월에 법안을 통과시키자 불매 운동이 일어났고, 외국 정부들은 미국 상품에 대한 관세율을 인상하기 시작했지만, 미국 관세율은 상원이나 회의위원회에 의해 인상 또는 인하될 수 있었다.
1929년 9월까지 후버 행정부는 23개 교역 상대국으로부터 항의 서한을 받았지만, 보복 조치 위협은 무시되었다. 1930년 5월, 미국의 가장 충실한 교역 상대국인 캐나다는 미국이 캐나다로 수출하는 약 30%를 차지하는 16개 품목에 새로운 관세를 부과하며 보복했다. 이후 캐나다는 1932년 대영제국 경제 회의를 통해 대영 제국과 더 긴밀한 경제적 관계를 맺었다. 프랑스와 영국은 항의하고 새로운 무역 파트너를 개발했다. 독일은 청산 제도를 통한 무역 시스템을 개발했다.
스무트와 홀리가 높은 관세로 번영을 약속했음에도 불구하고 노동자와 농민에게는 경제 불황이 심화되었다. 결과적으로 홀리는 재지명에 실패했으며, 스무트는 1932년 선거에서 의석을 잃은 12명의 공화당 상원의원 중 한 명이었는데, 이는 1958년과 1980년과 같은 상원 역사상 가장 큰 폭의 변동이었다. 캐나다 외에 보복 관세를 제정한 국가로는 쿠바, 멕시코, 프랑스, 이탈리아, 스페인, 아르헨티나, 오스트레일리아, 뉴질랜드, 스위스가 있다.

## 관세 수준

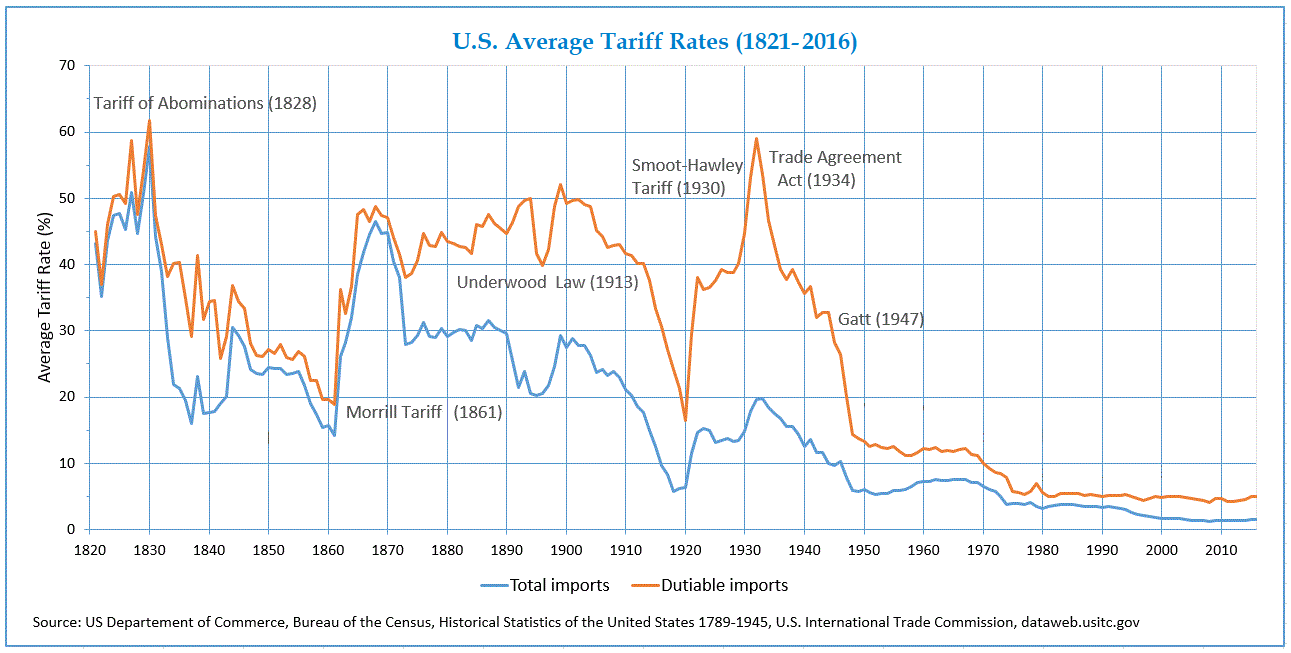
1821년~2016년 미국의 평균 관세율

미국 인구조사국의 두 권짜리 시리즈인 《The Historical Statistics of the United States, Colonial Times to 1970, Bicentennial Edition》에서는 관세율이 두 가지 형태로 나타나 있다. 1932년의 과세 대상 관세율 최고치는 59.1%로, 1830년의 61.7%에 이어 두 번째로 높았다.
그러나 1933년 모든 수입품의 63%는 세금이 부과되지 않았으며, 이는 과세 대상 관세율이 반영하지 못하는 부분이다. 1929년의 자유 및 과세율은 13.5%였으며, 스무트-홀리 법 하에서 1933년에 19.8%로 최고점을 찍었는데, 이는 1821년부터 1900년까지 미국 평균 29.7%의 "무관세 및 과세율"보다 3분의 1 낮았다. 과세 대상 수입에 적용된 평균 관세율은 1929년 40.1%에서 1932년 59.1%(+19%)로 증가했다.

## 시행 이후
처음에는 관세 인상이 성공적인 것처럼 보였다. 역사가 로버트 소벨에 따르면 "공장 임금 지불, 건설 계약, 산업 생산 모두가 급격히 증가했다." 그러나 약한 연결고리인 은행의 형태로 더 큰 경제 문제가 도사리고 있었다. 1931년 크레디탄슈탈트가 파산하면서 스무트-홀리 관세의 세계적 결함이 명백해졌다.
미국 수입은 44억 달러(1929년)에서 15억 달러(1933년)로 66% 감소했으며, 수출은 54억 달러에서 21억 달러로 61% 감소했다. 미국 국내 총생산(GNP)은 1929년 1,031억 달러에서 1931년 758억 달러로 감소했고, 1933년 556억 달러로 바닥을 찍었다. 유럽으로부터의 수입은 1929년 최고치인 13억 달러에서 1932년 3억 9천만 달러로 감소했다. 미국의 유럽 수출은 1929년 23억 달러에서 1932년 7억 8천 4백만 달러로 감소했다. 전반적으로 세계 무역은 1929년에서 1934년 사이에 약 66% 감소했다.
실업률은 스무트-홀리 법이 통과된 1930년에 8%였지만, 새 법은 이를 낮추는 데 실패했다. 실업률은 1931년에 16%, 1932~1933년에 25%로 급증했다. 이것이 반드시 관세 탓이라고 할 수 있는지에 대해서는 약간의 논란이 있다. 대공황은 스무트-홀리 법 이전부터 이미 진행 중이었으며, 주로 금융 불안정, 수요 감소, 부실한 은행 관행 때문이었다. 그러나 관세는 세계 무역을 축소하고, 농민들에게 피해를 입히며, 수출 의존 산업의 고용을 감소시키며 위기를 악화시켰다. 만약 이 법이 통과되지 않았더라면 대공황은 여전히 발생했겠지만, 아마도 그 심각성은 덜했을 것이다.
제2차 세계 대전 동안 "미국 경제가 전례 없는 속도로 확장"되었을 때에야 실업률이 1930년대 수준 아래로 떨어졌다. 1929년 수입은 미국 GNP의 4.2%에 불과했고, 수출은 5.0%에 불과했다. 대공황의 원인에서 통화 공급의 중심적 역할을 강조한 밀턴 프리드먼과 같은 통화주의자는 스무트-홀리 법이 미국의 대공황의 사소한 원인일 뿐이라고 간주했다.

## 관세 조치 종료
민주당의 1932년 선거 캠페인 공약은 관세를 낮추는 것이었다. 선거에서 승리한 후 프랭클린 D. 루스벨트 대통령과 이제 민주당이 다수인 의회는 1934년 상호 관세법을 통과시켰다. 이 법은 대통령이 양자 협상을 통해 관세 인하를 협상할 수 있도록 했으며, 이러한 관세 협정을 일반 법률로 취급하여 조약처럼 3분의 2의 찬성이 아닌 단순 과반수만 요구하도록 했다. 이는 제2차 세계 대전 이후 발전된 무역 협상 틀의 핵심 구성 요소 중 하나였다.
제2차 세계 대전 이후, 이러한 이해는 미래에 유사한 상황을 방지할 다자간 무역 협정 추진을 뒷받침했다. 1944년의 브레턴우즈 협정은 외환에 초점을 맞추고 관세를 직접 다루지는 않았지만, 참여국은 국제무역에 대한 유사한 틀을 원했다. 해리 S. 트루먼 대통령은 1945년 11월 제안된 국제 무역 기구 창설 협상을 시작함으로써 이 과정을 시작했다.
결과적으로 관세 무역 일반 협정 협상은 더 빠르게 진행되어 1947년 10월에 협정이 체결되었다. 결국 미국은 국제 무역 기구 협정에 서명하지 않았다. 호혜주의에 다자간 "최혜국" 요소를 추가한 관세 무역 일반 협정은 이후 반세기 동안 관세의 점진적인 인하를 위한 틀 역할을 했다.
제2차 세계 대전 후 스무트-홀리 관세의 변화는 미국의 관세 수준을 일방적으로 인하하는 일반적인 경향을 반영한 반면, 교역 상대국들은 높은 수준을 유지했다. 1951년 미국 관세 동맹 연구는 43개국의 자유 및 과세 대상 관세율을 비교했다. 그 결과 미국(5.1%)보다 관세 수준이 낮은 국가는 7개국에 불과했으며, 영국(25.6%)을 포함하여 11개국은 스무트-홀리 최고치인 19.8%보다 높은 자유 및 과세 대상 관세율을 가지고 있었다. 43개국 평균은 14.4%로, 1929년 미국 수준보다 0.9% 높았으며, 이는 미국이 자체 수준을 인하함에 따라 수준을 낮추는 데 호혜적으로 대응한 국가가 거의 없음을 보여준다.

## 후속 정치 대화
1993년, 북미자유무역협정 통과를 앞둔 논의에서 당시 부통령이었던 앨 고어는 래리 킹 쇼에서 로스 페로가 토론 중 제기한 북미자유무역협정 반대에 대해 스무트-홀리 관세를 언급했다. 그는 페로에게 법 통과 후 악수하는 스무트와 홀리의 액자 사진을 선물했다.
2009년 4월, 당시 하원의원이었던 미셸 바크먼은 연설 중 스무트-홀리 관세를 "후트-스말리 법"이라고 잘못 언급하고, 법안 서명을 프랭클린 D. 루스벨트가 했다고 말하며 그를 대공황의 원인으로 비난하여 뉴스를 만들었다. 이 법은 2010년의 해외금융계좌신고법과 비교되기도 했는데, 자유와 번영 센터의 앤드류 퀸란은 해외금융계좌신고법을 "스무트-홀리 이후 의회에서 나온 최악의 경제 아이디어"라고 불렀다.

### 트럼프 2기 행정부에서
2024년 선거 운동 중 도널드 트럼프는 이와 유사한 관세 제도를 도입하겠다고 공약했다.
2024년 11월에 발간된 세계 경제 연간 예측 보충판('2025년 연말')에서 디 이코노미스트는 (관세법 제정 이후) "...세계 무역이 3분의 2 감소했다. 이는 미국과 전 세계의 성장에 너무나 큰 재앙이었기 때문에 이후 입법자들은 이 문제를 건드리지 않았다. '스무트-홀리'는 재앙적인 정책 결정의 대명사가 되었다."고 관찰했다.
스무트-홀리 관세율보다 더 높은 관세 수준을 올릴 수 있는 2025년 4월 2일 발표된 관세는 스무트-홀리 법에 대한 새로운 주목을 불러왔다.

## 죄수 생산품
2016년 이전, 관세법은 "외국에서 죄수 노동 또는/그리고 강제 노동 또는/그리고 형벌 제재 하의 연장 노동으로 전부 또는 부분적으로 채굴, 생산 또는 제조된 모든 상품, 물품, 품목 및 상품은 미국의 어떤 항구에서도 반입할 자격이 없다"고 규정했으며, "소비 수요 예외"라는 특정 예외 조항이 있었다. 이는 미국 내 생산량이 소비자 수요를 충족시키기에 불충분한 경우 강제 노동 기반 상품 수입을 허용했다. 이 예외는 위스콘신주 대표 론 킨드 의원의 개정 법안에 따라 제거되었으며, 이는 2015년 무역 원활화 및 무역 집행법에 포함되어 2016년 2월 버락 오바마 대통령이 서명했다.

## 대중 문화
1986년 영화 《페리스의 해방》에서 고등학교 경제 교사 역을 맡은 벤 스타인은 학생들에게 강의하면서 관세를 언급한다.
이 관세법은 작가이자 칼럼니스트인 데이브 배리의 1989년 저서 《Dave Barry Slept Here: A Sort of History of the United States》에 비중 있게 다루어진다.

## 같이 보기
- 원산지
- 미국의 관세법 목록
- 식물 특허법 (1930년) (원래 스무트-홀리 관세법의 제3편으로 제정됨)
- 미국의 보호무역
- 미국 관세의 역사

## 참고 문헌
- Archibald, Robert B.; Feldman, David H. (1998), “Investment During the Great Depression: Uncertainty and the Role of the Smoot–Hawley Tariff”, 《Southern Economic Journal》 64 (4): 857–879, doi:10.2307/1061208, JSTOR 1061208
- Crucini, Mario J. (1994), “Sources of variation in real tariff rates: The United States 1900 to 1940”, 《American Economic Review》 84 (3): 346–353, JSTOR 2118081
- Crucini, Mario J.; Kahn, James (1996), “Tariffs and Aggregate Economic Activity: Lessons from the Great Depression”, 《Journal of Monetary Economics》 38 (3): 427–467, doi:10.1016/S0304-3932(96)01298-6
- Eckes, Alfred (1995), 《Opening America's Market: U.S. Foreign Trade Policy since 1776》, Chapel Hill: University of North Carolina Press, ISBN 0-585-02905-9
- Eichengreen, Barry (1989), “The Political Economy of the Smoot–Hawley Tariff”, 《Research in Economic History》 12: 1–43
- Irwin, Douglas A. (May 1998). 《The Smoot–Hawley Tariff: A Quantitative Assessment》 (PDF). 《The Review of Economics and Statistics》 80 (The MIT Press). 326–334쪽. doi:10.1162/003465398557410. ISSN 0034-6535. JSTOR 2646642. S2CID 57562207. Previously published as “The Smoot–Hawley Tariff: A Quantitative Assessment” (PDF), 《NBER Working Paper Series》 (National Bureau of Economic Research), March 1996
- Irwin, Douglas (2011), 《Peddling Protectionism: Smoot–Hawley and the Great Depression》, Princeton University Press, ISBN 978-0-691-15032-1; online book review
- Kaplan, Edward S. (1996), 《American Trade Policy: 1923–1995》, London: Greenwood Press, ISBN 0-313-29480-1
- Kottman, Richard N. (1975), “Herbert Hoover and the Smoot–Hawley Tariff: Canada, A Case Study”, 《Journal of American History》 62 (3): 609–635, doi:10.2307/2936217, JSTOR 2936217
- Koyama, Kumiko (2009), “The Passage of the Smoot–Hawley Tariff Act: Why Did the President Sign the Bill?”, 《Journal of Policy History》 21 (2): 163–186, doi:10.1017/S0898030609090071, S2CID 154415038
- McDonald, Judith; O'Brien, Anthony Patrick; Callahan, Colleen (1997), “Trade Wars: Canada's Reaction to the Smoot–Hawley Tariff”, 《Journal of Economic History》 57 (4): 802–826, doi:10.1017/S0022050700019549, JSTOR 2951161, S2CID 154380335
- Madsen, Jakob B. (2001), “Trade Barriers and the Collapse of World Trade during the Great Depression”, 《Southern Economic Journal》 67 (4): 848–868, doi:10.2307/1061574, JSTOR 1061574
- Merill, Milton (1990), 《Reed Smoot: Apostle in Politics》, Logan, UT: Utah State Press, ISBN 0-87421-127-1
- Mitchener, Kris James; O'Rourke, Kevin Hjortshøj; Wandschneider, Kirsten (2022). 《The Smoot–Hawley Trade War》. 《Economic Journal》 132. 2500–2533쪽. doi:10.1093/ej/ueac006.
- O'Brien, Anthony, 〈Smoot–Hawley Tariff〉, 《EH Encyclopedia》, 2009년 10월 2일에 원본 문서에서 보존된 문서
- Pastor, Robert (1980), 《Congress and the Politics of U.S. Foreign Economic Policy, 1929–1976》, Berkeley: University of California Press, ISBN 0-520-03904-1
- Schattschneider, E. E. (1935), 《Politics, Pressures and the Tariff》, New York: Prentice-Hall – Classic study of passage of Hawley–Smoot Tariff
- Taussig, F. W. (1931), 《The Tariff History of the United States》 (PDF) 8판, New York: G. P. Putnam's Sons
- Temin, Peter (1989), 《Lessons from the Great Depression》, Cambridge, MA: MIT Press, ISBN 0-262-20073-2
- Turney, Elaine C. Prange; Northrup, Cynthia Clark (2003), 《Tariffs and Trade in U.S. History: An Encyclopedia》